# Vognstyreren fra Delfi
Vognstyreren fra Delfi (Heniokhos ("hestetømmeholderen")) er en velbevaret bronzestatue fra antikkens Hellas. Den legemsstore statue blev fundet i 1896 ved Apollons helligdom i Delfi og er nu i Delfis arkæologiske museum.
Der er fundet rester af det spand heste, han styrede.

## Galleri
| Vognstyreren fra forskellige vinkler                                                  |
| ------------------------------------------------------------------------------------- |
| - Nærbillede af hovedet - Øjenparti med øjenvipper - Hoved og arm. - Set fra bagsiden |